# Mushroomhead
Mushroomhead est un groupe de metal industriel américain, originaire de Cleveland, dans l'Ohio. Leurs influences musicales sont extrêmement variées et leur genre évolue entre le metal alternatif, le metal industriel, le metal gothique et le nu metal. Durant l'existence du groupe, la formation évolue souvent, du fait même de la structure de Mushroomhead, pour aboutir à une formation comportant huit musiciens.

## Biographie

### Débuts et premiers albums (1993–2000)
Mushroomhead est formé en 1993 par plusieurs musiciens de Cleveland, dans l'Ohio. Chaque membre jouant déjà dans différents groupes locaux, ils décident de porter des costumes, des masques et d'utiliser des pseudonymes. Mushroomhead joue son premier concert en 1993. Quelques jours plus tard, le groupe se retrouve sur scène en première partie d'un concert de Gwar. « Nous avons joué notre premier concert un samedi » se souvient Skinny, le batteur du groupe, dans un article pour le site web officiel de Mushroomhead. « Trois jours plus tard, nous avons reçu un appel pour jouer avec Gwar à Cleveland, devant 2 000 personnes. C'était notre second concert ! »
En 1995, Mushroomhead sort son premier album auto-produit, Mushroomhead, sur son propre label indépendant Filthy Hands Co. (anciennement connu sous le nom Shroomco Records). Pour les membres du groupe, Mushroomhead devient une priorité et chacun décide donc de quitter son ancien groupe. Bien que la formation du groupe subit de nombreux changements au fil du temps, le groupe reste actif et gagne en notoriété. En 1996, le groupe sort Superbuick son second album auto-produit. En 1999, sortira M3, le troisième et dernier album auto-produit par le groupe.

### XXetXIII(2000–2005)

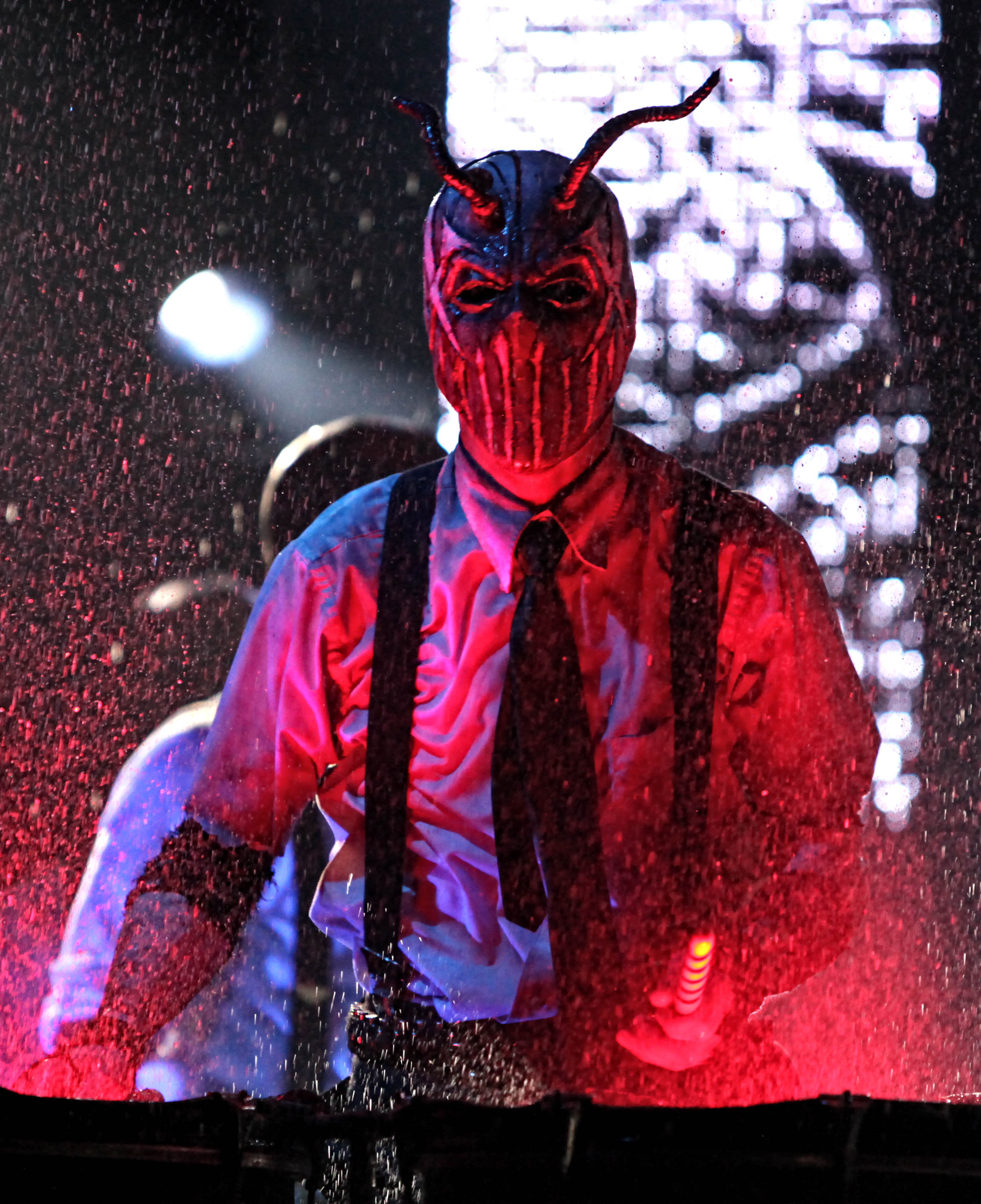
Roberto Diablo devant ses Waterdrums lors d'une performance au Canada.

En 2001, Mushroomhead sort une compilation intitulée XX sur le label indépendant Eclipse Records. Plus tard dans l'année, après avoir vendu près de 40 000 albums très rapidement en seulement 2 ou 3 mois, le groupe signe avec le label Universal Records, puis la compilation est remasterisée et rééditée à l'échelle internationale. La sortie de l'album conduit Mushroomhead sur de grandes tournées nationales et internationales, y compris l'Ozzfest 2002, ainsi que la diffusion de leur premier clip Solitaire / Unraveling. Toujours en 2001, le guitariste J.J. Righteous est remplacé par l'un des danseurs de scène du groupe, Marko « Bronson » Vukcevich. 2003 assiste à la sortie de XIII, leur premier album avec Universal Records. L'album comprend le single Sun Doesn't Rise, dont le clip est diffusé au MTV Headbangers Ball, et fait une apparition dans le film Freddy contre Jason. XIII comprend également une chanson cachée, Crazy, qui est à l'origine chantée par Seal. L'album débute à la 40e place du Billboard Top 200, et est vendu à 400 000 exemplaires dans le monde.
Après une tournée mondiale, le chanteur J. Mann annonce son départ du groupe en août 2004, à cause de l'épuisement et le besoin de prendre soin de son père malade. Il est remplacé par le chanteur Waylon Reavis, du groupe Three Quarters Dead.
En août 2005, Mushroomhead auto-produit son premier DVD, intitulé Volume 1, sur son propre label, Filthy Hands. Produit, réalisé, tourné et édité par le groupe, Volume 1 contient des performances live, des clips, et des images en coulisse. Alors en tournée en 2005, Mushroomhead commence l'écriture d'un nouvel album. En décembre 2005, Mushroomhead signe avec Megaforce Records, ce qui remet en cause la disponibilité des albums à l'échelle internationale. Mushroomhead lance Mushroom Kombat, un jeu interactif en Flash sur le site officiel du groupe. Il s'agit d'une suite de mini-jeux dans lesquels les membres du groupe se battent l'un contre l'autre dans un environnement du style Mortal Kombat, chaque membre ayant une « Fatality » (en référence au coup ultime dans le jeu) unique.
Mushroomhead joue plusieurs fois à La Nouvelle-Orléans parrainé par Jägermeister, à la House of Blues, en Louisiane. Le 16 août 2005 devient l'un des derniers grands concerts du groupe à La Nouvelle-Orléans pendant une longue période, après le passage de l'ouragan Katrina qui frappera le 29 août 2005.

### Savior SorrowetBeautiful Stories for Ugly Childrens(2005–2012)
Savior Sorrow sort le 19 septembre 2006, et prend ses marques à la 45e place du Billboard 200, avec des ventes dépassant les 12 000 albums la première semaine[réf. nécessaire]. La maison de disque déclare que les ventes sont plus proche de 25 000 avec l'inclusion des ventes effectuées pendant la tournée, ce qui s'avéra faux. En conséquence, Nielsen Soundscan publie ses excuses le lendemain de la publication des résultats sur les ventes en raison de fautes commises dans les estimations. La principale raison invoquée était le manque d'inclusion des ventes de la chaîne Best Buy. Les ventes de Savior Sorrow étaient en réalité à peu près 26 000 albums vendus. Simple Survival, l'unique single de Savior Sorrow, atteint la 39e place du Billboard Mainstream Rock Tracks une semaine après sa sortie. En 2006, Daniel Fox (Lil 'Dan) rejoint le groupe en tant que waterdrumers.

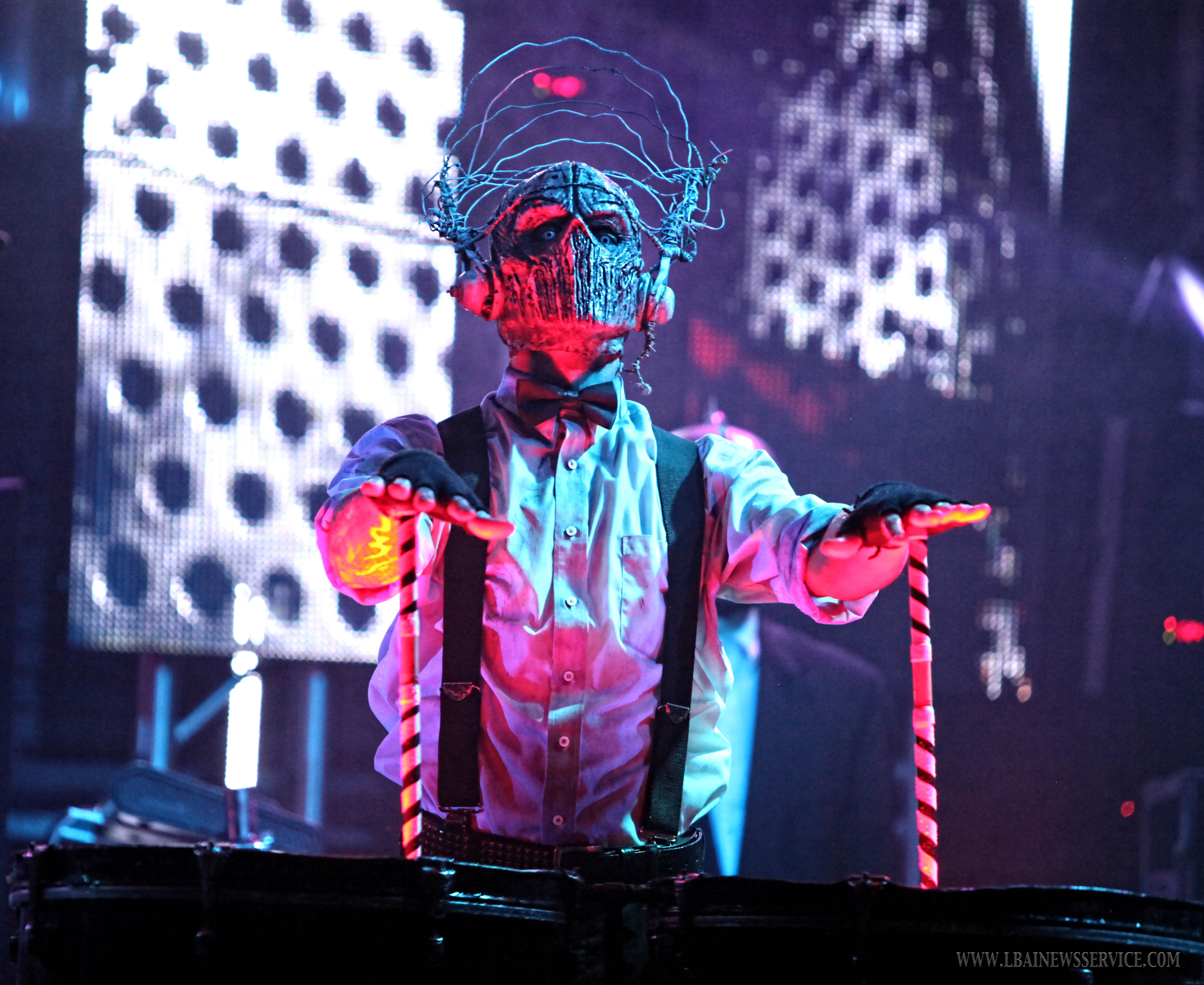
ST1TCH sur scène en Floride.

Le groupe joue trois fois au Mayhem Festival, en remplaçant Bullet for My Valentine. Le 29 décembre 2007, Mushroomhead remporte la vidéo de l'année 2007 au Headbanger's Ball sur la chaîne MTV2 pour son clip de la chanson 12 Hundred, issue de l'album Savior Sorrow. Le 17 septembre 2008, il est annoncé que le groupe sortira le DVD Volume 2 le 28 octobre financé par Filthy Hands et Megaforce Records. Le disque contient deux heures et demie de contenu, y compris des images en live des trois années de la tournée de Savior Sorrow, des clips comme 12 Hundred, Simple Survival, Burn, la courte vidéo pour Tattoo, Save Us et Embrace the Ending, des commentaires des vidéos et des images des coulisses. Pour faire la promotion de son nouveau DVD, Mushroomhead repart en tournée avec The Autumn Offering et X-Factor, elle commence à Findlay, dans l'Ohio, et termine à Pittsburgh, en Pennsylvanie. Après cette dernière tournée, Mushroomhead retourne en studio pour enregistrer leur prochain album.
Entre-temps, le groupe est choisi par Kevin Greutert pour composer un morceau de la bande son de Saw VI.

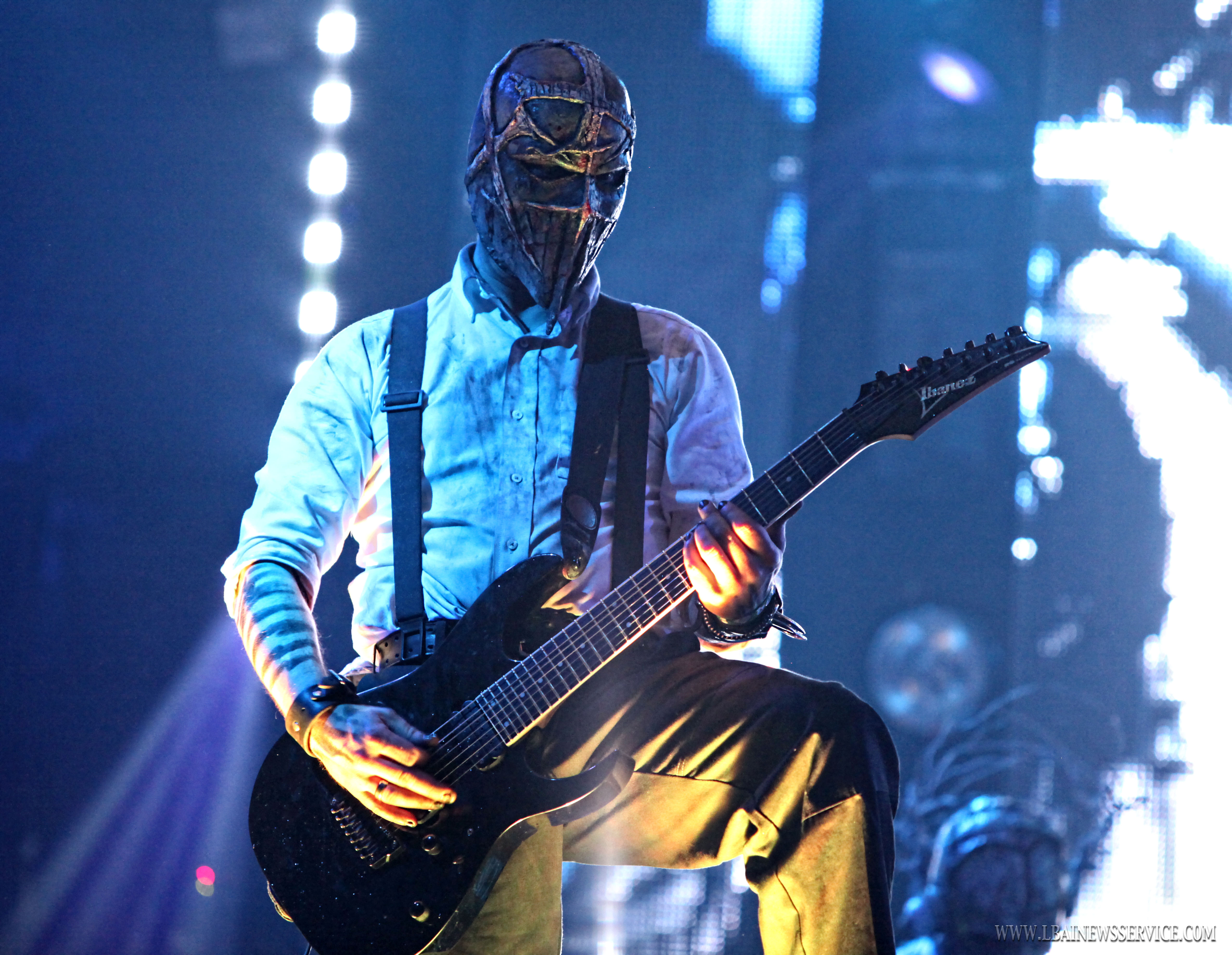
Tommy Church, guitariste, utilisant les waterdrums comme une estrade éclairé.

En septembre 2010, Beautiful Stories for Ugly Childrens est dans les bacs. Durant la première semaine de sa sortie, il devient premier des ventes de metal sur iTunes. Your Soul is Mine, apparait définitivement sur la bande originale du film Saw VI et fait même l'objet d'un clip pour l'occasion ce qui leur permet d'introduire leurs nouvelles apparences et leurs nouveaux masques.. Le 1er octobre 2010, un nouveau clip pour Come On est diffusé au Headbanger's Ball sur MTV. La vidéo a depuis été interdit de diffusion sur MTV et d'autres chaînes après avoir été jugé trop violente par les censeurs ce dernier montrant des scènes de combat de rues. Le 28 octobre 2010, le guitariste fondateur du groupe, J.J.Righteous, décède de raisons inconnues à l'âge de 41 ans. En octobre 2010, après la mort de l'ex-guitariste J.J. Righteous, J-Mann est apparu sur scène avec le groupe lors de leur traditionnel show d'Halloween, et compose deux chansons aux côtés de Jeffrey Nothing et Waylon. Lui et Waylon annoncent qu'il n'y avait aucune rancune entre eux, et qu'ils sont en fait en très bons termes. Le 5 octobre 2010, l'organisation de lutte professionnelle appelée TNA (Total Nonstop Action Wrestling, plus tard appelée Wrestling Impact) utilise leur single Come On comme la chanson thème pour promouvoir un match entre Ric Flair et Mick Foley. La vidéo de promotion est publiée sur la chaine YouTube officielle de la TNA.
En février 2012, le guitariste Gravy et le bassiste Pig Benis sont remplacés par Tommy Church et Ryan Farrell, respectivement.
Dave « Gravy » Felton déclare publiquement sur sa page Facebook avoir été « exclu du groupe. » En mai 2012, Daniel « Lil Dan » Fox quitte Mushroomhead pour travailler comme technicien de batterie pour Marilyn Manson. Dave Felton poste sur sa page Facebook une interview à propos de son dernier groupe. Dans l'interview, il a été interrogé sur sa séparation avec Mushroomhead. Il explique avoir été exclu par e-mail et que c'était la troisième fois qu'il lui avait été dit de partir. Il déclara qu'il pensait que l'une des raisons de son exclusion était son abus de substances illicites et d'alcool et qu'il était un frein au progrès du groupe[réf. nécessaire]. Le batteur Major Trauma du groupe (hәd)p.e. remplace les parties de percussion de Lil' Dan dans le Hed 2 Head Tour. Le Hed 2 Head Tour terminé, le technicien Elliot Mapes entre définitivement au sein de Mushroomhead, le groupe lui donne un surnom, Tall-E, une plaisanterie sur le film Wall-E, sa très grande taille et en référence au surnom donné à Daniel, Lil' Dan, de par sa petite stature.
Le jeudi 16 août 2012, Mushroomhead déclare sur sa page Facebook officielle que l'ancien guitariste Bronson reviendrait à la guitare pour leur traditionnelle 2012 Old School Show, une reprise des shows des débuts avec l'exacte mise en scène de l'époque.

### The Righteous and the Butterfly(2012 - 2020)
En septembre 2012, Mushroomhead annonce qu'ils sont actuellement en studio à travailler sur un nouvel album via leur page Facebook. Le groupe est entré dans leur propre studio Filthy Hands en décembre 2012 pour commencer à écrire et enregistrer leur prochain album studio. Leur huitième album à venir est le premier à présenter trois chanteurs. Skinny le décrit comme « très énergique, sombre et de loin l'album le plus heavy à ce jour. » C'est le premier enregistrement avec Church à la guitare et DrF à la basse. L'album sortira vers le début de 2014. Le 16 août 2012, J-Mann confirme son retour dans le groupe sur son Facebook personnel. Mushroomhead joue en Australie pour la première fois dans le cadre du Soundwave Festival 2014, ils interprèteront en exclusivité une chanson de leur nouvel album, We Are the Truth.
Le 14 février 2014, Mushroomhead publie la date et le nom de leur nouvel album qui sortira le 13 mai 2014, le nom du nouvel album est The Righteous and the Butterfly. Cet album marque le retour de J Mann. Le 15 avril 2014, le chanteur Jeffrey Nothing publie le nouveau titre Qwerty sur YouTube à partir de son compte Facebook. C'est la première chanson avec J-Mann depuis son retour dans Mushroomhead. L'album est positivement accueilli, et est le premier album de Mushroomhead à atteindre le top 20 du Billboard Top 200 aux États-Unis, atteignant la vingtième place, vendant près de 11 000 exemplaires la première semaine. L'album a également atteint la première place dans le Billboard Indie. The Righteous and the Butterfly, atteint la cinquième place dans les Top Albums rock et la première place dans les Top Albums du magazine Hard Rock. Le 9 avril 2014, le groupe dévoile le clip de Qwerty dans lequel on voit clairement un changement de style visuel et musical.

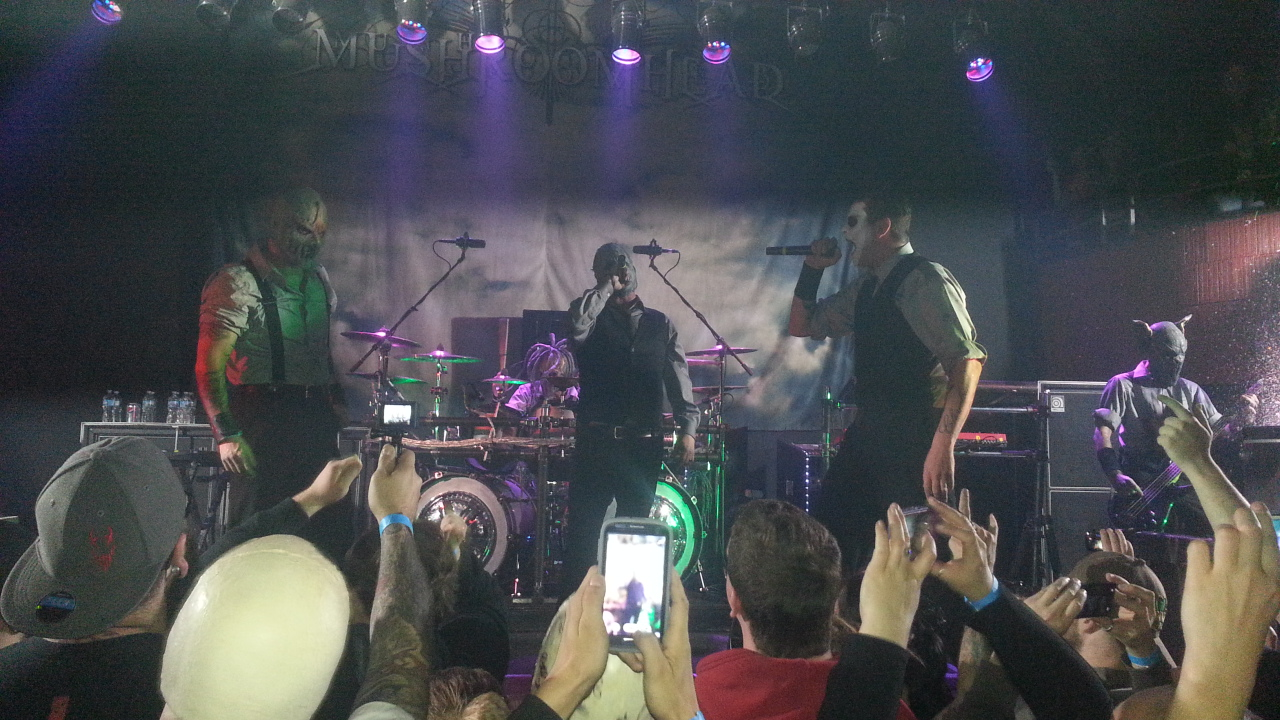
Mushroomhead sur scène pendant sa période The Righteous and the Butterfly à trois chanteurs. De gauche à droite Waylon Reavis, Jeffrey Nothing et J. Mann.

Le 5 octobre 2015, Waylon Reavis annonce sur son compte Facebook officiel son départ du groupe après 11 ans de service. Quelques jours plus tard, c'est Schmotz qui quitte à son tour le groupe, dont il était membre depuis les débuts, en 1993. Cofondateur du groupe, Jeffrey Nothing, chanteur charismatique du groupe annonce à son tour son départ son départ du groupe le 7 mars 2018. Deux jours plus tard, c'est le guitariste Thomas Church qui annonce son départ du groupe après six années passées avec Mushroomhead. Le 17 mars 2018, le chanteur Steve Rauckhorst et le guitariste Tommy « Tankx » Shaffner sont présentés au fans.

### Arrivée chez Napalm Records etA Wonderful Life(Depuis 2020)
Le 4 avril 2019, le groupe annonce avoir signé chez Napalm Records. Ils enregistrent sous ce label leur huitième album studio : A Wonderful Life, en 2020.

## Imageet mise en scène
Lors de la création du groupe Mushroomhead en 1993, les musiciens ont décidé d'adopter des pseudonymes et des masques afin de bien faire la distinction avec leurs groupes respectifs. Mushroomhead, étant à l'époque un projet parallèle, uniquement destiné à faire des concerts, il était destiné que ces derniers soient mémorables et impressionnants. Le groupe gardera ce sens du spectacle et de la mise en scène à travers ses différentes périodes.[réf. nécessaire].

### PériodeOld School
Les premiers masques et leurs mise en scène étaient d'ailleurs très différents des actuels, avec notamment un masque de vieillard pour J.J. Righteous, J. Mann porte déjà son maquillage noir et blanc qu'il gardera pendant très longtemps, un diable vêtu d'une robe de mariée pour Jeffrey Hatrix, un masque à gaz clouté porté avec une casquette et une combinaison de mécanicien pour Skinny, des masques en plastique blanc coloriés et décorés selon l'envie des différents membres avec des combinaisons oranges de prisonniers américains, le visage entouré de ruban adhésif pour Pig Benis, un masque rappelant un peu la tête de Cthulhu, le monstre de H. P. Lovecraft ainsi que plusieurs maquillages différents pour Bronson, à l'époque animateur de scène au côté de Roxy, la danseuse du groupe et de Chamberlain, le jongleur et cracheur de feu[réf. nécessaire].
La scène était envahie de figurants, danseurs, slammeurs et membres du public la transformant presque une sorte de cour de récréation géante avec des jouets et bouées gonflables, pistolets à eau, des jets de confettis, d'eau, de fumée de différentes couleurs et de mousse. On peut avoir un très bon aperçu de l'ambiance de ces concerts lors de leurs traditionnelles tournées Old School Shows où ils reproduisent une mise en scène et une ambiance identique à celle d'époque[réf. nécessaire].

### XXetXIII
Avec la sortie de la compilation XX et XIII, le public voit apparaître les masques « X-Face », tous identiques pour tous les membres possédant cependant des « accessoires » permettant de les différencier, un bandana sur la tête pour Pig Benis, un trou sur le haut pour pouvoir faire sortir ses cheveux pour Skinny et Gravy, une paire de lunettes et un Bob noir pour Schmotz, un casque audio bardé de fil de fer pour St1tch, les seuls ne possédant pas de masques sont J.Mann et Jeffrey Nothing qui sont maquillés[réf. nécessaire].
Le groupe adopte une apparence très martiale, avec des combinaisons grises ou noires, une veste sans manches noire patché du logo du groupe ainsi que de leur surnom ainsi que des rangers ou des bottes, Jeffrey, faisant exception, porte un manteau faisant penser à ceux des SS. Leurs masques n'évolue que très peu restant sommes toutes similaire à ceux de XX. Bien que subissant quelques modifications, notamment au niveau des couleurs, au fil des années.
ils resteront en place jusqu'à Savior Sorrow, qui marque une forme de renouveau.[réf. nécessaire].

### Savior Sorrow
Du propre dire des producteurs, les masques de Savior Sorrow représentent les membres du groupe revenant de l'enfer après avoir été tués à la guerre. On retrouve des traces des masques « X-Face », avec les croix autour des yeux et la bouche ligaturée. La sortie de leur album suivant, le 10 février 2010, est accompagnée de masques, tenues et maquillages complètement nouveaux. Jeffrey Nothing complexifie son maquillage X-Face en faisant en sorte que les croix sur ses yeux aient l’apparence de cicatrices ou d'écorchures[réf. nécessaire].
Pig Benis fait honneur à son surnom en adoptant un masque représentant une tête de porc avec un anneau planté dans le groin (il garde son bandeau de XX par-dessus ce même masque), Gravy affine son masque faisant ressortir son nez et donnant une apparence de peau brûlée, Skinny à coupé ses dreadlocks et les a collés sur son masque, il ajoute à cela des gaines en plastiques trempées dans un mélange de plâtre et de colle noire, St1ch a affiné son masque et agrandi les fils de fer de son casque Audio donnant l'impression qu'il a un arc électrique au-dessus de la tête, Schmotz a remplacé son bob par un casque militaire possédant une crête de pointes et le dernier arrivant, Waylon, à un maquillage blanc avec une croix inversée rouge au milieu de son front. Le look « commando » de l'album XX et XIII ne restera pas très longtemps en place après la sortie de Savior Sorrow. Vestimentairement, ils adoptent un style s'apparentant à des costumes venant de films d'horreurs posant les bases de leurs costumes actuels[réf. nécessaire].

### Beautiful Stories for Ugly Childrens
C'est à la sortie de Beautiful Stories for Ugly Childrens que leurs tenues se font de plus en plus sombres et complexes, leur image évolue désormais très régulièrement au fil des années et même des tournées. Jeffrey Nothing adopte un masque moulé à partir du visage de Christopher Lee qu'il porte par-dessus son propre visage à la manière de Leatherface, dont il reprend également un costume composé d'un tablier de cuir, et d'un débardeur blanc (parfois noir) imprégné de sang, Gravy retire le X-face de son masque qui ressemble au premier masque-sac de Jason, le tueur de la série Vendredi 13, Skinny modifie la forme pour le faire ressembler à un masque à gaz steampunk toujours avec ses dreadlocks, Lil'Dan reprend l'ancien masque de Skinny, rajoute une mâchoire plus proéminente et perce deux trous sur les côtés pour faire sortir ses cheveux en couettes, Pig Benis a le même masque, Schmotz a inversé les couleurs de son masque, rajouté une chaîne de vélo et quelques petits accessoire sur son casque ainsi qu'une paire de lunettes steampunk, Waylon choisi cette fois-ci de porter un masque rouge en latex couvrant toute la tête et possédant un motif rappelant son maquillage de la période XX[réf. nécessaire].
L'influence du cinéma d'horreur et de l'imagerie steampunk se fait très présente sur leur image de cet album. Les waterdrums font également leurs apparitions sur scène, il s'agit de deux tambours éclairés par le dessous, Le dessus étant régulièrement arrosé d'eau, produisant quand on les frappe, un effet visuel et un ajout à la section rythmique très convaincant[réf. nécessaire].

### Halloween Show 2012
Leur fameux Halloween show donné à Cleveland en 2012, où J.Mann participa exceptionnellement pour quelques chansons, marque un tournant dans l'évolution de leur style visuel et scénique[réf. nécessaire]. Le groupe porte des tenues très élégantes : chemises blanches tachées de sang, bretelles, veste de smoking, nœuds papillon et cravates. On note aussi une scène bien plus complexe que ce qu'il se faisait précédemment, inspirée de l'horreur de Tim Burton et de nombreux films fantastiques et horrifiques, la présence de figurants jouant le rôle de Zombies enchainés aux éléments de la scènes, une tribune où Jeffrey Nothing prends place lors de la chanson "Destroy the world around me" ainsi qu'un jeu de lumière plus complexe créant des ambiances particulières[réf. nécessaire].
À la suite de ce concert, le groupe décide de garder ce look « élégant » mais sans taches de sang. Pour certains concerts, ils reprennent leurs tenues militaires.

### The Righteous and the Butterfly
En mars 2014, le groupe dévoile de nouveaux masques pour la sortie de leur album The Righteous and the Butterfly : Jeffrey Nothing porte à présent un masque composé de doigts et de deux mains ressemblant plus ou moins au film Le Labyrinthe de Pan, il réagit à la suite de cette remarque à propos de la ressemblance de son masque avec ce film : « ce n'est pas de la copie pure, ce que j'avais à l'esprit c'est un tueur en série ayant honte de son visage et qui en reforme un avec les trophées qu'ils prélèvent sur ses victimes[réf. nécessaire]. » Waylon Reavis à quant à lui un masque qu'on apparente plus à une muselière ayant une ressemblance avec un Facehugger qu'a un masque, il réutilise en même temps le maquillage qu'il portait avant d'arborer un masque[réf. nécessaire].
Skinny a affiné son masque et fait ressortir un nez squelettique, St1tch rajoute une bouche possédant des dents très pointues rajoutant une angoisse très remarquable à l'image de son masque. Ryan « DrF » Farrell raccourci et rabat les oreilles de son masque pour pouvoir de temps à autre ajouter un chapeau Haut-de-forme avec le logo du groupe gravé sur une plaque métallique sur ce dernier. Church assombrit son masque et a rajouté plus de fils barbelés. Roberto Diablo assombrit lui aussi son masque d'une couleur rougeâtre et affiné les cornes qui ressemblent maintenant plus à celles d'un démon qu'a celles d'un Bouc. Schmotz garde le même style de masque mais formé de plaques métalliques rivetées avec une paire de lunettes de protection rappelant un peu un masque de ski, il garde par ailleurs un style se rapprochant de celui d'un commando militaire. J-Mann abandonne son traditionnel maquillage noir et blanc et arbore un masque rappelant un mélange entre un casque de gladiateur et le casque de Magnéto[réf. nécessaire].
L'aspect visuel change progressivement : le X-Face, même s'il est toujours présent sur certains masques (notamment celui de Skinny), disparaît peu à peu. Vestimentairement parlant, les costumes élégants sont toujours d'actualité pour Church, DrF et Diablo. D'autres ont un look sortant d'un film d'horreur mélangé à un style gothique pour Jeffrey et Waylon en passant par des tenues militaires sombres pour Skinny, J. Mann et Schmotz.
Le 8 juillet 2018, soit plus de quatre ans après la sortie de l'album, sort le clip de We are Truth avec à la présence de Jackie Laponza. Les références au cinéma de genre se confirment, puisque la vidéo s'inspire clairement du film Evil Dead.

## Style musical et influences
Mushroomhead est un groupe que l'on qualifie d'« inclassable », s'inspirant du heavy metal, de la musique expérimentale, de la techno, du hip-hop et de la musique industrielle, ils parviennent à créer un univers sonore bien à eux, et bien distincts des autres groupes pouvant leurs ressembler d'apparence. On est cependant tentés de les classer dans le metal industriel, alternatif, expérimental, l'électro-industriel, nu metal ou metal progressif suivant les morceaux et les albums[réf. nécessaire].
Lors d'interviews, plusieurs membres du groupe citent Mr. Bungle, Faith No More, Pink Floyd, Pantera, Nine Inch Nails, Meshuggah et KMFDM comme étant leurs principales influences[réf. nécessaire].

### Rivalité avec Slipknot
Le grand débat des masques entre Mushroomhead et Slipknot fait couler beaucoup d'encre, même s'il est incontestable que le premier des deux groupes à avoir évolué masqué est Mushroomhead, puisqu'il a été créé deux ans avant Slipknot. En revanche, si les membres de Mushroomhead ont décidé d'évoluer dans l'anonymat lors de la création du groupe, c'était encore une fois pour bien marquer la différence du side-project, et non pas par effet de mode[réf. nécessaire].
À la fin des années 1990, la discorde entre les deux groupes éclate, et pendant quelques années ils ne manqueront pas une occasion de définir l'autre comme un groupe sans identité visuelle notamment lorsque Mushroomhead, portant les mêmes costumes et des copies maisons des masques de Slipknot, fit hurler la foule "Fuck Slipknot" lors d'un concert à Des Moines, ville d'origine des membres de Slipknot[réf. nécessaire].
Cette discorde a également pour origine la signature de Slipknot chez le label Roadrunner Records en 1997, alors que le label était au départ intéressé par Mushroomhead. Roadrunner Records est ensuite revenu en arrière et c'est Slipknot qui est choisi pour signer le contrat. La grande rivalité entre ces deux groupes a longtemps alimenté des débats brûlants entre leurs fans respectifs[réf. nécessaire].
Toutefois, il ne faut pas perdre de vue qu'il n'est pas forcément utile de polémiquer sur l'identité visuelle des deux groupes, sachant que ni l'un ni l'autre n'a formellement inventé le port du masque. Il est en effet sûr que les deux groupes se sont inspirés de ce qui semble être le premier groupe à avoir évolué masqué (et déguisé) sur la scène metal, Gwar. En revanche, il est vrai que Mushroomhead a été un émulateur pour beaucoup de formations par la suite. À ce propos, la rivalité entre les deux groupes est désormais révolue, comme le confirment plusieurs entretiens avec Waylon et Skinny parus courant 2009. Dans une interview de 2010, Jeffrey Nothing dit qu'il souhaiterait faire une tournée avec Slipknot. Lors d'un interview donnée au Mayhem Festival de 2014, J-Mann disait réfléchir « très sérieusement à une tournée mondiale avec Slipknot et Mudvayne. », ce projet ayant été avorté par l'entrée en studio de Slipknot[réf. nécessaire].

## Discographie

### Vidéos
- Mushroomhead Home Video (1998 - VHS)
- Volume 1 (2005 - DVD)
- Volume 2 (2008 - DVD)
- Volume 3 (2018 - DVD)

## Membres
| - Steve Rauckhorst — chant (depuis 2018) - Scott Beck — chant (depuis 2022) - Jackie "Ms. Jackie" LaPonza – chant (2020-2021, depuis 2022; tournées 2014–2020) - Dave « Gravy » Felton — guitare (1999–2012, depuis 2022) - Joe « Jenkins » Gaal — guitare (depuis 2022) - Ryan « Dr. F » Farrell — basse (depuis 2012) - Aydin Kerr — batterie (depuis 2022) - Robbie « Roberto Diablo » Godsey — percussions (depuis 2013) - Steve « Skinny » Felton — percussions (depuis 2022), clavier (depuis 2022), batterie (1993-2022) | - Joe « Mr. Murdernickle » Kilcoyne — basse (1993–1996) - Joe « DJ Virus » Lenkey — platines, samples (1993–1998) - Richie « Dinner » Moore — guitare (1993–1999) - Jessica « Roxy » Haney — danseuse (en concert) (1993–2000) - John « J.J. Righteous » Sekula — guitare (1993–2001 ; décédé) - Tom « Shmotz » Schmitz — clavier (1993–2015) - Jeffrey « Nothing » Hatrix — chant (1993-2018) - Marko « Bronson » Vukcevich — guitare (2001–2006), samples (1998–2001) - Jack « Pig Benis » Kilcoyne — basse (1996–2012) - Waylon Reavis — chant (2004–2015) - Daniel « Lil Dan » Fox — percussions (2006–2012) - Tommy Church — guitare (2012-2018) - Tommy "Tankx" Shaffner — guitare (2018-2021) - Rick « ST1TCH » Thomas — samples (2001-2022), percussions (2006-2022), clavier (2015-2022) - Jason « J Mann » Popson — chant (1993–2004, 2013-2022) |